# شاغوسيون
الشاغوسيون (أيضًا إيلوا أو سكان جزر شاغوس) هم مجموعة إثنية كريولية مهجّرة تعود أصولهم إلى جزر شاغوس، بالأخص دييجو غارسيا، وبيروس بانهوس، وسلسلة جزر سالومون، فضلًا عن أجزاء أخرى من أرخبيل شاغوس، منذ أواخر القرن الثامن عشر وحتى منتصف القرن العشرين. يعيش أغلب الشاغوسيين اليوم في جمهورية موريشيوس والمملكة المتحدة بعد طردهم من قبل الحكومة البريطانية في أواخر ستينيات وأوائل سبعينيات القرن العشرين، حتى يتسنى للأخيرة استخدام جزيرة دييجو غارسيا، التي كان يعيش فيها أغلب الشاغوسيين، كموقع لقاعدة عسكرية تابعة للولايات المتحدة. لا يسمح اليوم للشاغوسيين بالعيش في جزيرة دييجو غارسيا، وذلك لكونها الآن موقعًا للقاعدة العسكرية المسماة «كامب جاستيس».
يتحدر معظم شعب شاغوس من أصول أفريقية في الغالب، خاصة من مدغشقر والموزمبيق ودول أفريقية أخرى من بينها موريشيوس. هناك أيضا نسبة كبيرة من الأصول الهندية والملايوية. جلب الفرنسيون بعضًا منهم إلى جزر شاغوس كعبيد من موريشيوس في سنة 1786. وصل آخرون كصيادين ومزارعين وعمال في مزارع جوز الهند خلال القرن ال‍تاسع عشر.
يتكلم الشاغوسيون كيولًا شاغوسيًا (لغة مختلطة أساسها لغة أصلية)، وهي لغة كريولية فرنسية الأصل تتضمن مفرداتها كلمات مختلفة ذات أصل أفريقي وآسيوي، وهي جزء من مجموعة كيرول بوربونايس. لا يزال بعض المتحدرين منهم يتحدثون بلغة الكريول الشاغوسي في موريشيوس وسيشيلس. يتحدث شعب شاغوس الذي يعيش في المملكة المتحدة اللغة الإنجليزية. استقر بعضهم في بلدة كراولي في غرب ساسكس، ووصل عددهم إلى نحو 3000 نسمة في إحصاء عام 2016.
في عام 2016، رفضت الحكومة البريطانية حق الشاغوسيين في العودة إلى الجزر بعد نزاع قانوني دام 45 عامًا.

## تاريخ

### التاريخ المبكر ونشأة الإثنية
في عام 1793، بعد تأسيس أول مستعمرة ناجحة على جزيرة دييغو غارسيا، أقيمت مزارع جوز الهند في كثير من الجزر المرجانية الاستوائية والجزر المعزولة في الأرخبيل. في البداية، كان العمال من الأفارقة المستعبدين، ولكن بعد سنة 1840 أصبحوا أحرارًا، كثيرون منهم متحدرون من أولئك الذين كانوا مستعبدين سابقًا. شكلوا ثقافة بين الجزر تدعى «إيلوا» (كلمة من الكريول الفرنسي تعني سكان الجزر).

### التهجير
في عام 1965، وكجزء من الاتفاق حول منح استقلال موريشيوس، انفصل أرخبيل شاغوس عن المستعمرة مشكلًا إقليم المحيط الهندي البريطاني. أعلن عن الدستور الجديد للإقليم ضمن مرسوم قانوني فرض من جانب واحد دون أي استفتاء أو أخذ مشورة الشاغوسيين، ولم ينص على تشكيل أية مؤسسات ديمقراطية. في 16 نيسان عام 1971، أصدرت المملكة المتحدة قانون الهجرة رقم واحد لإقليم المحيط الهندي البريطاني الذي جعل وجود من لا يملكون تصريحًا عسكريًا على الجزيرة ولم يحصلوا على إذن سماح جريمة جنائية.
في الفترة بين عامي 1967 و1973، طردت الحكومة البريطانية الشاغوسيين، الذين كان عددهم آنذاك يزيد على ألف نسمة، بدايةً إلى جزر بيروس رانهوس، 160 كم بعيدًا عن موطنهم، وبعدها في عام 1973، إلى موريشيوس. نقل عدد من أهل شاغوس الذين هُجّروا إلى أنهم تعضوا للتهديد بإطلاق النار عليهم أو قصفهم إذا لم يغادروا الجزيرة. أخبر أحد كبار السن مراسل صحيفة واشنطن بوست، ديفيد أوتاوي، أن مسؤولًا أمريكيًا قال له: «إذا لم تغادر، فلن تحصل على أي طعام بعد الآن».

### إقليم المحيط الهندي البريطاني
في وقت لاحق، أمر مفوض إقليم المحيط الهندي البريطاني بروس غريتباتش بقتل جميع الكلاب والحيوانات الأليفة في الجزيرة. في ذات الوقت، سمح باستنفاذ مخازن الأغذية في الجزيرة من أجل الضغط على بقية السكان لمغادرة. لم يملك أهل شاغوس عقارات في الجزر، وعاشوا في مساكن يوفرها لهم أصحاب الأراضي لعمال المزارع. كان الطرد القسري للشاغوسيين بعد استيلاء الحكومة البريطانية على المزارع من ملاكها بغرض إنشاء قاعدة جوية وبحرية تابعة للولايات المتحدة في دييغو غارسيا، يتراوح عدد سكانها بين 3000 و5000 جندي أمريكي وموظفي خدمات، فضلًا عن عدد قليل من القوات التابعة للمملكة المتحدة.